# Woltersdorff-Theater

Innenansicht des Woltersdorff-Theaters, 1910

Das Woltersdorff-Theater war ein bedeutendes Operettentheater an der Berliner Chausseestraße 30 in der Nähe des Stettiner Bahnhofs im heutigen Ortsteil Mitte. Das Theater wurde 1848 fertiggestellt und erhielt im Laufe seiner Existenz mehrfach neue Besitzer oder Betreiber und neue Namen. Von 1925 bis 1939 war es ein Kino und nach dessen Abriss wurde an dieser Stelle im Zweiten Weltkrieg ein Luftschutzbunker errichtet. In den 2010er Jahren wurde hier ein Hotel neu gebaut.

## Vorgeschichte
Das Theater wurde 1848 als Carli Callenbachs Sommertheater im Gartenlokal der Gebrüder Hennig in der Chausseestraße 26 gegründet. Es soll das erste Sommertheater Berlins gewesen sein. Die aufgeführten Possen, Schwänke und Singspiele mussten kurz und leicht verständlich sein, um von den Besuchern, überwiegend Arbeiter aus den umliegenden Fabriken, akzeptiert zu werden. 1859 verkaufte Carli Callenbach das Theater an den Komiker Eduard Meysel, der es als Meysels Sommer-Theater in der begonnenen Tradition weiterführte. Mit großem Erfolg lief dort 1860 die Operette Orpheus in der Unterwelt von Jacques Offenbach.

## Arthur Woltersdorff als Besitzer
Der Königsberger Impresario Arthur Woltersdorff, der schon die Leitung der Krolloper innehatte und die Vereinigten Theater in Königsberg in Preußen betrieb, kaufte das Gebäude 1865 und baute es aus, nun an der Chausseestraße 27. Der damaligen Gewohnheit entsprechend, wurde es nun nach ihm benannt. Star des Hauses war die Soubrette Ernestine Wegner. 1865 wurde Die schöne Galathée von Franz von Suppè uraufgeführt. 
1875–1877 übernahm der Schauspieler und Theaterunternehmer Emil Thomas das Haus, nachdem sich Woltersdorff nach Königsberg zurückgezogen hatte. Nachdem weitere Pächter die Einrichtung mit Verlust betrieben hatten, sollte das Gebäude 1883 abgerissen werden.

## Neues Friedrich-Wilhelmstädtisches Theater
Das zuvor in der Schumannstraße gegründete Friedrich-Wilhelmstädtische Theater (Namenswahl mit Bezug auf die Lage in der Friedrich-Wilhelm-Stadt) musste 1883 für die Neugründung des Deutschen Theaters die gepachtete Immobilie verlassen. So erwies es sich als Glücksfall, dass das Gebäude in der Chausseestraße leer stand. Der Regisseur Julius Fritzsche kaufte es, ließ es unter Hinzuziehung benachbarter Bauten durch den Architekten Felix Titz weiter vergrößern und umbauen, sodass für damalige Verhältnisse eines der schönsten Theater Berlins hier entstand, nach Berliner Adressverzeichnis an der Chausseestraße 25. 
Die Neueröffnung unter dem Namen Neues Friedrich-Wilhelmstädtisches Theater erfolgte am 3. Oktober 1883 mit der Uraufführung der Operette Eine Nacht in Venedig von Johann Strauss. Fritzsche war es gelungen, den Komponisten als Dirigenten einzuladen. Doch das Stück geriet bei den Besuchern wegen seiner Texte in die Kritik. Trotzdem etablierte sich das Musiktheater hier bis gegen Ende des 19. Jahrhunderts erfolgreich. Bereits im ersten Jahr wurden über einhundert Vorstellungen des Orpheus in der Unterwelt gegeben, dazu häufig Operetten von Franz von Suppè aufgeführt. Im folgenden Jahr war die deutsche Erstaufführung von Karl Millöckers Gasparone zu sehen. Bis in die 1890er Jahre wurden viele Wiener Operetten in Hunderten von Vorstellungen gespielt.

## Wieder neue Namen und Besitzer
Die Glanzzeit der Operettenaufführungen war inzwischen überschritten. 1896 eröffnete der Publizist Raphael Löwenfeld, der 1894 die Schiller-Theater-Gesellschaft gegründet hatte, das Theater als Schillertheater Nord (neben dem Schillertheater Ost im Wallner-Theater). Das Theater verstand sich nun als „Volksbühne von hohem Niveau“ mit Schwerpunkt auf klassischen Schauspielen. Die beiden Schiller-Theater wurden vom selben Ensemble bespielt, im Abonnement wurden pro Jahr 22 Vorstellungen für 22 Mark angeboten. Damit konnten sowohl ein Bildungsauftrag erfüllt, als auch ein Gewinn erwirtschaftet werden, der wiederum ins Unternehmen investiert wurde, was den Schauspielern vorteilhafte Anstellungsbedingungen ermöglichte.
1902 wurde die Kulturstätte zum Friedrich-Wilhelmstädtischen Schauspielhaus, das unter diesem Namen bis zum Beginn des Ersten Weltkriegs Theaterstücke aufführte. Ab 1914 hieß es dann wiederum Friedrich-Wilhelmstädtisches Theater. Der Komponist Eduard Künneke dirigierte zeitweilig hier seine eigenen Werke. 
Trotz der Weltwirtschaftskrise 1923 gab es weitere Operetten- und Theatervorstellungen, so auch unter dem Namen Schauspielertheater. Ab 1925 erhielt es den Namen Dramatisches Theater und gehörte möglicherweise als Filiale zu der entsprechenden Einrichtung in Charlottenburg.

## Umbau, Abriss und Anlage eines Bunkers
Nach 1926 wurde es zu einem Kino mit Namen Metro-Palast-Theater G.m.b.H (Lichtspiele) umfunktioniert, im Vorderhaus bot ein Café Metro seine Dienste an. Die Kultureinrichtung musste 1939 mit dem benachbarten Wohnhaus Chausseestraße 31 abgerissen werden. Im Zweiten Weltkrieg wurde 1942/1943 an dieser Stelle ein Luftschutzbunker angelegt, in dem vor allem Schwangere und Mütter mit Kleinkindern Schutz suchen konnten. Der Bunker wurde 1953 teilweise gesprengt und die Fläche soweit eingeebnet, dass das Bauwerk nicht zu sehen war. Ab dem Jahr 2012 wurden alle Bauwerksreste beseitigt und die türkische AYG Group errichtete hier ein Hotel nach Plänen der Architekten nps tchoban voss.